# Eljaröds kyrka
Eljaröds kyrka är en kyrkobyggnad mitt i byn Eljaröd. Den tillhör Brösarp-Tranås församling i Lunds stift. Kyrkan har helgats åt Sankta Gertrud.

## Kyrkobyggnaden
Kyrkan byggdes på 1200-talet av tegel på en grund av gråsten och bestod då endast av ett långhus med ett kor. I slutet av medeltiden byggdes ett torn och ett vapenhus till. 1870 byggdes tornet om och kyrkan försågs med en sakristia.

## Inventarier
I kyrkan finns fler inventarier från medeltiden. Dopfunten är från 1200-talet. Ett krucifix är från 1200-talets mitt. En madonnaskulptur i trä med spira är också från 1200-talet och kom tillbaka till kyrkan 1966 efter att ha förvarats på Historiska museet i Lund en tid.
Altaruppsats och predikstol härstammar från 1600-talet.

### Orgel
- Kyrkans första orgel köptes in 1895.
- 1929 byggde A. Mårtenssons Orgelfabrik AB, Lund en orgel med 8 stämmor. Man fick då sänka läktarens golv.
- Den nuvarande orgeln byggdes 1972 av Anders Persson Orgelbyggeri, Viken och är en mekanisk orgel.

| Manual       | Pedal      | Koppel  |
| Gedakt 8'    | Sordun 16´ | Man/Ped |
| Rörflöjt 4'  |            |         |
| Principal 2' |            |         |
| Oktava 1'    |            |         |

#### Kororgel
Vid renovering 2008 byggdes nuvarande kororgel.

## Omgivning
- Kyrkan ligger mitt i en medeltida kyrkogård. Öster om denna på andra sidan vägen finns en senare anlagd kyrkogård.
- Ett bårhus uppfört år 1961 efter ritningar av Eiler Græbe ligger utanför gamla kyrkogårdens nordvästra hörn. År 2008 byggdes bårhuset om till personalutrymme.

## Bildgalleri

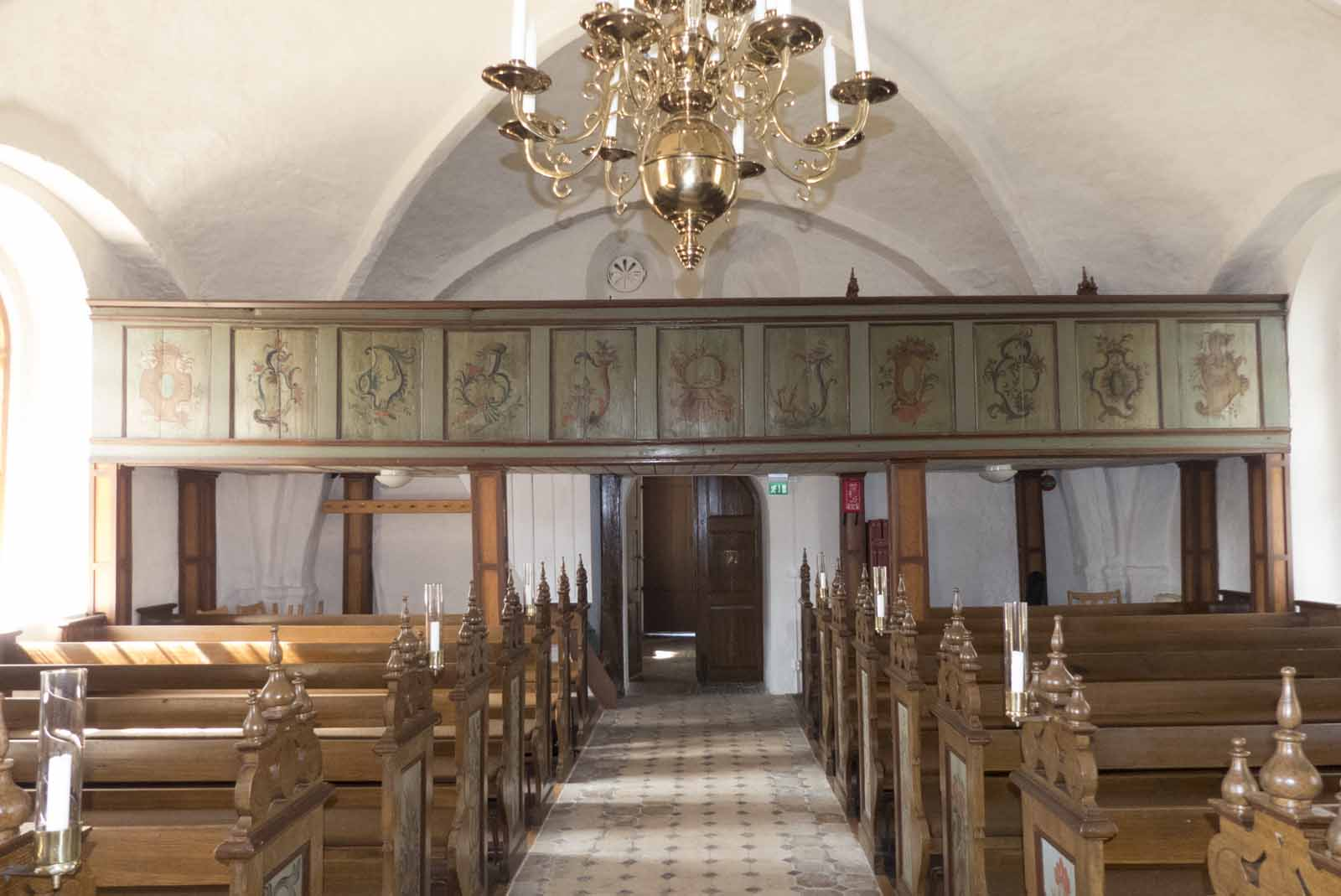
Kyrkorum mot väster
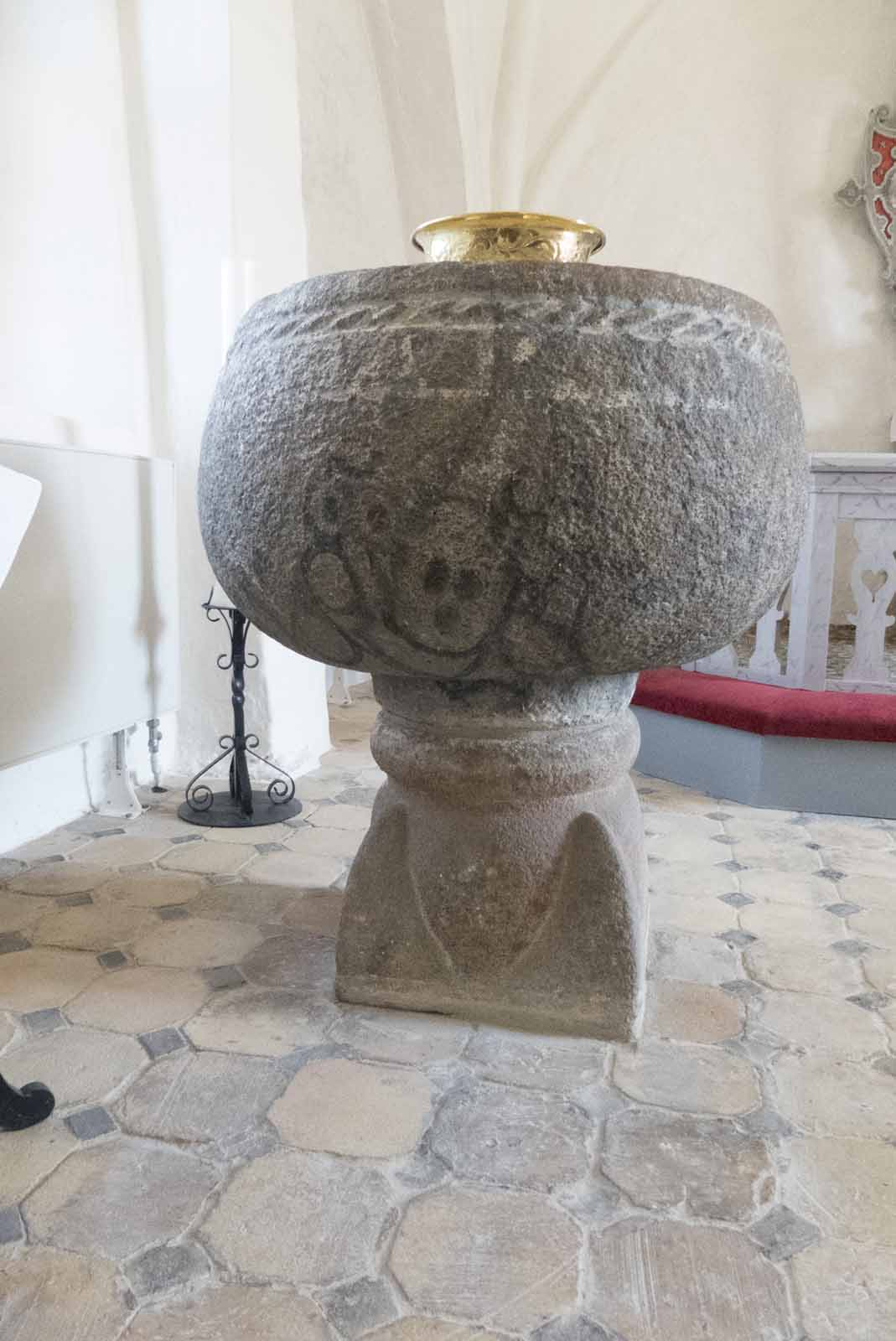
Dopfunt
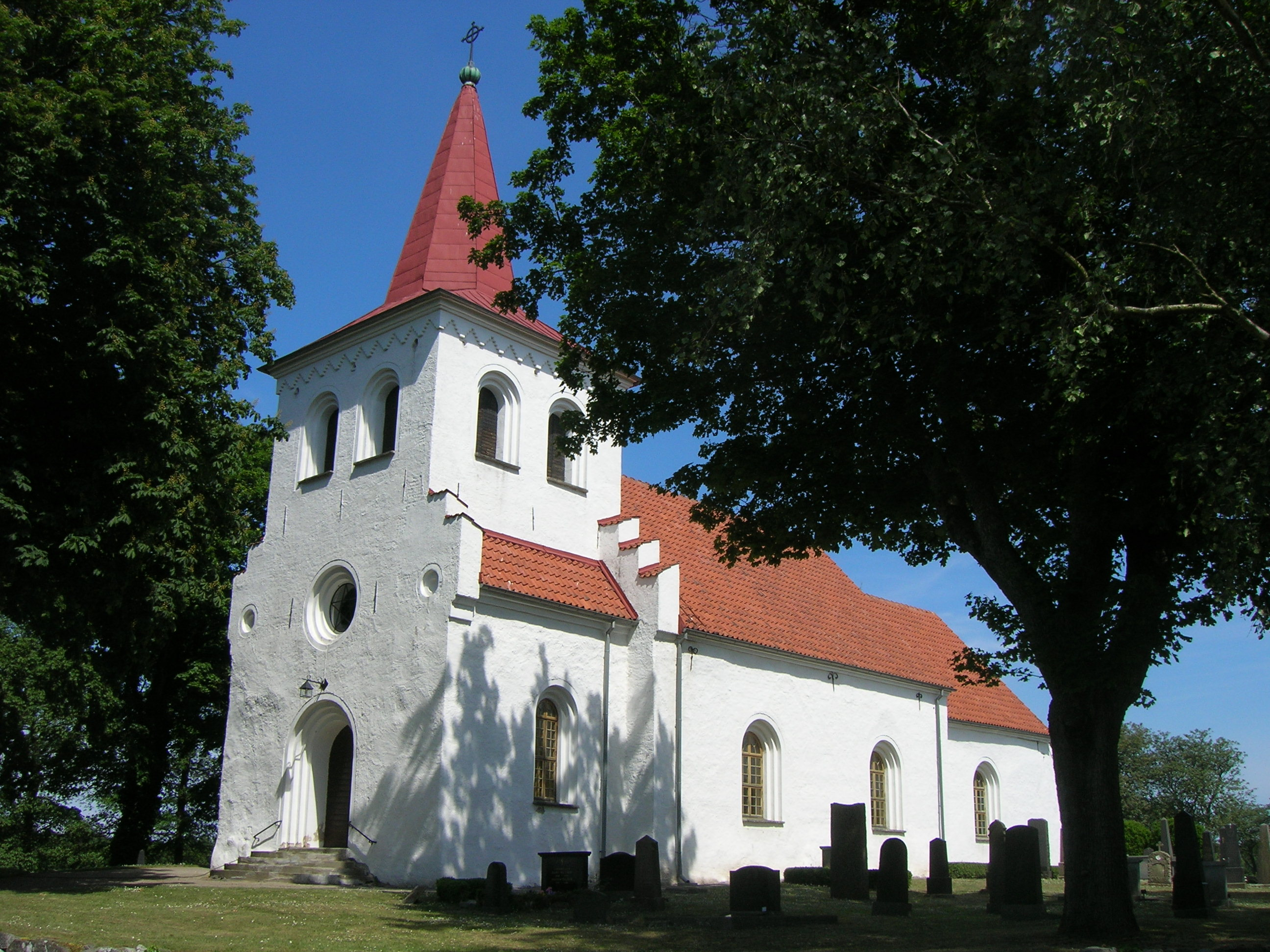
Kyrkan från sydväst
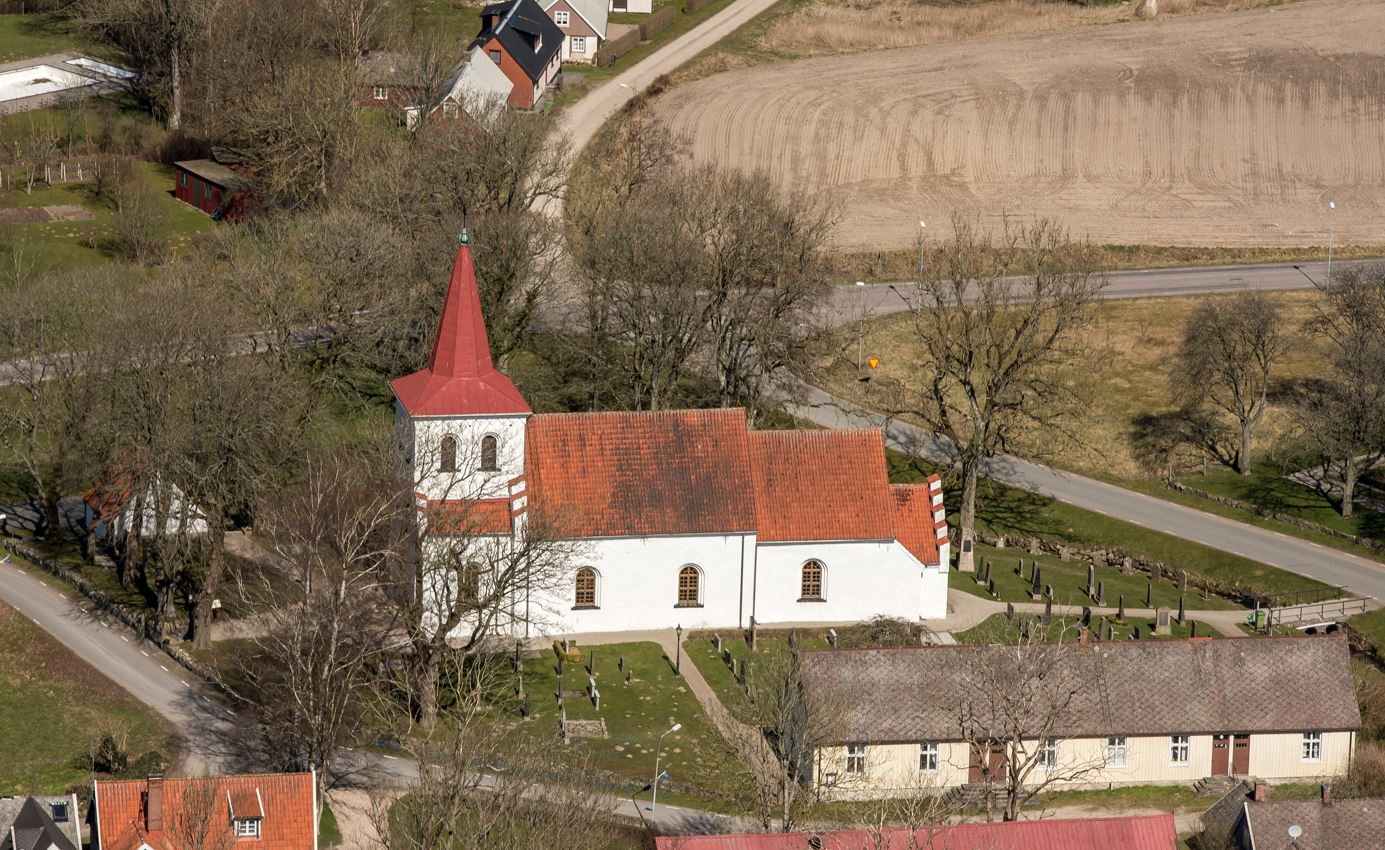
Flygvy